# Sobota (naselje)
Sobota (nemško Soboth) je kraj s 319 prebivalci v skrajnem jugozahodnem kotu avstrijske dežele Štajerske na južnem gozdnatem pobočju masiva Golice (Koralpe) nad reko Bistrico. Do konca leta 2014 je to bila Sobota tudi občina v okrožju Lonč (Deutschlandsberg). V okviru teritorialno-upravne reforme Štajerske se je leta 2015 Sobota pridružila občini Ivnik (Eibiswald). Pod njo je zaselek Untersbonoth, zahodno ležita akumulacijsko Jezero Sobote, skozi katerega teče Mučka Bistrica in Soboški prelaz na meji z avstrijsko Koroško. 